# Erik Karlsson
Erik Karlsson (ur. 31 maja 1990 w Landsbro) – szwedzki hokeista, reprezentant Szwecji, olimpijczyk.
Jego wujek Tomas (ur. 1958), kuzyn Jonas (ur. 1989), brat Pelle (ur. 1992) także zostali hokeistami.

## Kariera
- Boro-Vetlanda HC J20 (2005/2006)
- IF Troja-Ljungby J18 (2005/2006)
- Södertälje SK J18 (2006/2007)
- Södertälje SK J20 (2006/2007)
- Frölunda HC J18 (2007/2008)
- Frölunda HC J20 (2007/2008)
- Frölunda HC (2008-2009)
  -  Borås HC (2008/2009)
- Ottawa Senators (2009-2018)
  -  Binghamton Senators (2009)
  -  Jokerit (2012-2013)
- San Jose Sharks (2018-2023)
- Pittsburgh Penguins (2023-)

Wychowanek klubu Boro-Vetlanda HC. W seniorskich rozgrywkach Elitserien zadebiutował 1 marca 2008 w barwach drużyny Frölunda HC rozgrywając niecałe 9 minut. Zdobył zwycięską bramkę zapewniając swojej drużynie występ w play-off trzy mecze przed końcem sezonu zasadniczego. W 2008 roku został wybrany w drafcie NHL z numerem 15 przez Ottawa Senators. Od 2009 zawodnik tego klubu. Od września 2012 do stycznia 2013 roku na okres lokautu w sezonie NHL (2012/2013) związany kontraktem ze fińskim klubem Jokerit. 13 września 2018, Karlsson został wymieniony do San Jose Sharks. W czerwcu 2019 przedłużył kontrakt z klubem o osiem lat. W sierpniu 2023 przeszedł do Pittsburgh Penguins.
Uczestniczył w turniejach mistrzostw świata 2010, 2012, zimowych igrzysk olimpijskich 2014, Pucharu Świata 2016.

## Sukcesy
Reprezentacyjne
- Srebrny medal mistrzostw świata juniorów do lat 20: 2009
- Brązowy medal mistrzostw świata: 2010
- Srebrny medal zimowych igrzysk olimpijskich: 2014

Indywidualne
- Mistrzostwa Świata Juniorów w Hokeju na Lodzie 2009/Elita:
  - Jeden z trzech najlepszych zawodników reprezentacji
  - Najlepszy obrońca turnieju
  - Skład gwiazd turnieju
- NHL (2011/2012):
  - NHL All-Star Game
- NHL (2011/2012):
  - NHL All-Star Game
  - James Norris Memorial Trophy
  - Viking Award - nagroda dla najlepszego szwedzkiego zawodnika w lidze NHL
- Hokej na lodzie na Zimowych Igrzyskach Olimpijskich 2014 – turniej mężczyzn:
  - Czwarte miejsce w klasyfikacji strzelców turnieju: 4 gole
  - Drugie miejsce w klasyfikacji kanadyjskiej turnieju: 8 punktów
  - Pierwsze miejsce w klasyfikacji kanadyjskiej wśród obrońców turnieju: 8 punktów
  - Najlepszy obrońca turnieju
  - Skład gwiazd turnieju
- NHL (2014/2015):
  - James Norris Memorial Trophy
- NHL (2015/2016):
  - Guldpucken (Złoty Krążek) - nagroda dla najlepszego szwedzkiego zawodnika sezonu
  - Viking Award - nagroda dla najlepszego szwedzkiego zawodnika w lidze NHL
- NHL (2016/2017):
  - NHL All-Star Game
  - Guldpucken (Złoty Krążek) - nagroda dla najlepszego szwedzkiego zawodnika sezonu
- NHL (2017/2018):
  - NHL All-Star Game